# Ancourteville-sur-Héricourt
Ancourteville-sur-Héricourt is een gemeente in het Franse departement Seine-Maritime in de regio Normandië en telt 271 inwoners (2011). De plaats maakt deel uit van het arrondissement Le Havre.

## Geografie
De oppervlakte van Ancourteville-sur-Héricourt bedraagt 3,5 km², de bevolkingsdichtheid is 77,4 inwoners per km².
De onderstaande kaart toont de ligging van Ancourteville-sur-Héricourt met de belangrijkste infrastructuur en aangrenzende gemeenten.

## Demografie
Onderstaande figuur toont het verloop van het inwonertal (bron: INSEE-tellingen).
1. ↑  Populations de référence 2022.